# Guachara (paroisse civile)
Pour les articles homonymes, voir Guachara.
Guachara est l'une des six paroisses civiles de la municipalité d'Achaguas dans l'État d'Apure au Venezuela. Sa capitale est Guachara.

## Géographie

### Démographie
Hormis sa capitale Guachara, la paroisse civile possède plusieurs localités dont :
- Caño Amarillo
- Cuartel Yaruro
- Cunaviche
- El Manguito
- El Motero
- El Naure
- Fruta de Burro
- Fundo Jobito
- Fundo Puerto Fijo
- Fundo Sol y Sombra
- Guachara
- Hato Caujarito
- Hato Las Mercedes
- Hato Morichalito
- Hato Santa María
- La Julianera
- Las Campanas
- Laurelcito
- Los Placeres
- Mata de Los Gritos
- Quitaparo
- San Andrés
- San José de Capanaparo
- San Luis
- Santa Rosa